# Middelalderparken

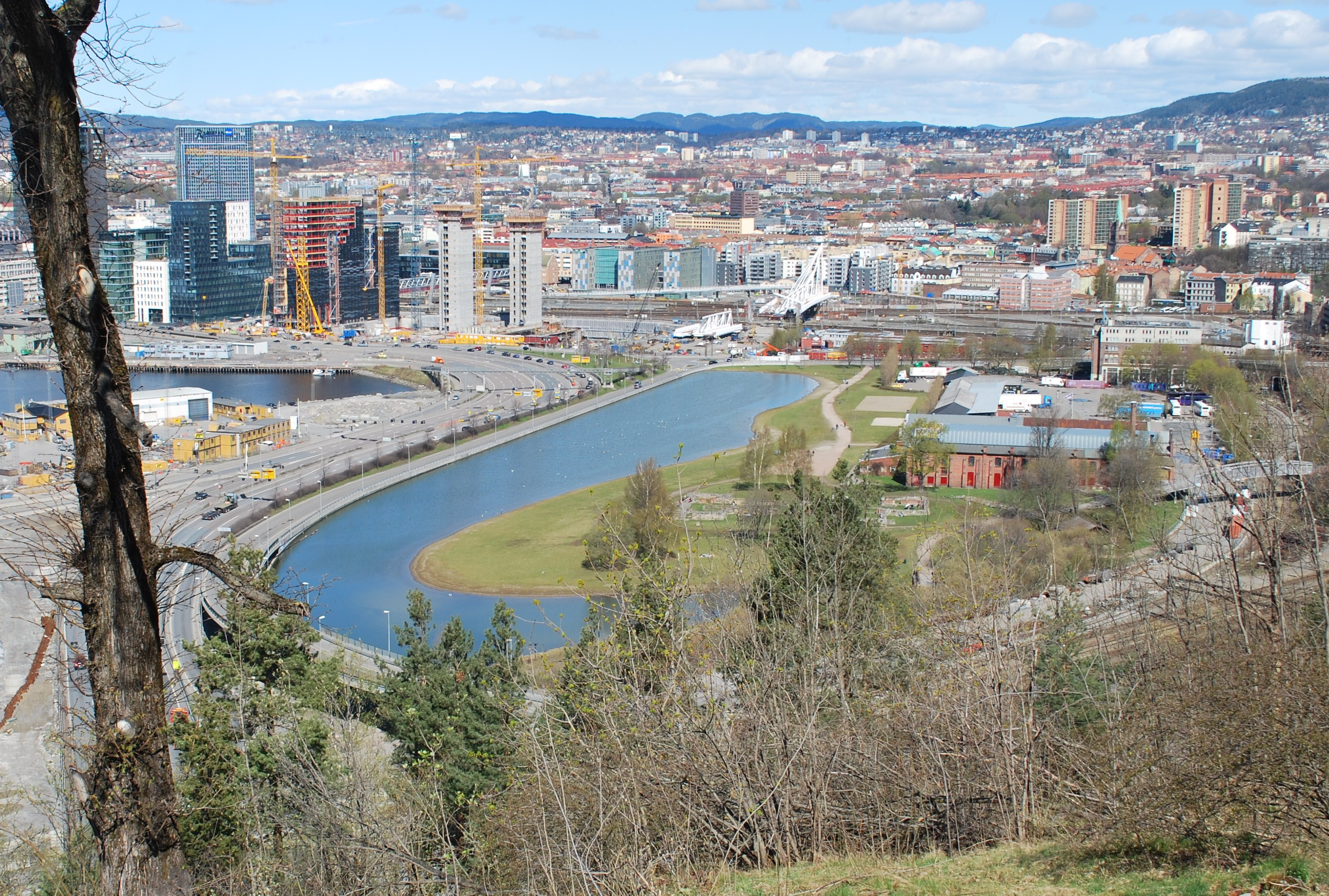
Sicht auf den Park.

Der Middelalderparken (Norwegisch für: Mittelalterpark) ist eine 70 Hektar große Parkanlage in Gamle Oslo, Norwegen.
Die Anlage wurde nahe der Oslo Sentralstasjon im Jahr 2000 in dem mittelalterlichen Stadtabschnitt Sørenga von Oslo errichtet. Der Park gehört gemeinsam mit dem Memorial Park sowie dem Ladegården auf der Nordseite von Bispegata zu dem mittelalterlichen Areal der Stadt. Auf dem Areal befinden sich Ruinen der St.-Clement’s- sowie der Marienkirche von Oslo. An der Westseite des Mittelalterparks befindet sich der See Tenerife, der ein Teil des Oslofjordes ist.
Jährlich finden hier die Musikfestivals Middelalderfestival und Øyafestivalen statt.